# Blenina moluccensis
Blenina moluccensis är en fjärilsart som beskrevs av Louis Beethoven Prout 1926. Blenina moluccensis ingår i släktet Blenina och familjen trågspinnare. Inga underarter finns listade i Catalogue of Life.